# All-Star Game de la NBA 1957
El séptimo All-Star Game de la NBA de la historia se disputó el día 15 de enero de 1957 en el Boston Garden de la ciudad de Boston, Massachusetts. El equipo de la Conferencia Este estuvo dirigido por Red Auerbach, entrenador de Boston Celtics y el de la Conferencia Oeste por Bobby Wanzer, de Rochester Royals. La victoria correspondió al equipo del Este, por 109-97, siendo elegido MVP del All-Star Game de la NBA por segunda vez en su carrera el base de los Celtics Bob Cousy, que consiguió 10 puntos, 7 asistencias y 5 rebotes. El partido fue seguido en directo por 11.178 espectadores. El hecho más notable ocurrió a falta de pocos segundos para finalizar el segundo cuarto, cuando Bill Sharman lanzó un pase desde su propio campo a Cousy, que fue demasiado alto para él, pero que acabó entrando en la canasta contraria, consiguiendo anotar desde más de 21 metros, siendo la canasta más larga de la historia de los All-Stars.

## Estadísticas

### Conferencia Oeste
| CONFERENCIA OESTE           |     |     |     |     |     |     |     |     |
| Jugador, Equipo             | MIN | TCA | TCI | TLA | TLI | REB | AST | PTS |
| George Yardley, Fort Wayne  | 25  | 4   | 10  | 1   | 1   | 9   | 0   | 9   |
| Bob Pettit, St. Louis       | 31  | 8   | 18  | 5   | 6   | 11  | 2   | 21  |
| Maurice Stokes, Rochester   | 31  | 8   | 19  | 3   | 3   | 12  | 7   | 19  |
| Slater Martin, St. Louis    | 31  | 4   | 11  | 0   | 0   | 2   | 3   | 8   |
| Dick Garmaker, Minneapolis  | 18  | 5   | 10  | 0   | 0   | 7   | 1   | 10  |
| Ed Macauley, St. Louis      | 19  | 3   | 6   | 1   | 2   | 5   | 3   | 7   |
| Jack Twyman, Rochester      | 17  | 1   | 8   | 1   | 3   | 0   | 1   | 3   |
| Mel Hutchins, Fort Wayne    | 26  | 4   | 12  | 2   | 3   | 7   | 0   | 10  |
| Vern Mikkelsen, Minneapolis | 21  | 3   | 10  | 0   | 4   | 9   | 1   | 6   |
| Richie Regan, Rochester     | 21  | 2   | 7   | 0   | 0   | 4   | 1   | 4   |
| Totales                     | 240 | 42  | 111 | 13  | 22  | 66  | 19  | 97  |

MIN: Minutos. TCA: Tiros de campo anotados. TCI: Tiros de campo intentados. TLA: Tiros libres anotados. TLI: Tiros libres intentados. REB: Rebotes. AST: Asistencias. PTS: Puntos

### Conferencia Este
| CONFERENCIA ESTE            |     |     |     |     |     |     |     |     |
| Jugador, Equipo             | MIN | TCA | TCI | TLA | TLI | REB | AST | PTS |
| Paul Arizin, Philadelphia   | 26  | 6   | 13  | 1   | 2   | 5   | 0   | 13  |
| Tom Heinsohn, Boston        | 23  | 5   | 17  | 2   | 2   | 7   | 0   | 12  |
| Harry Gallatin, New York    | 24  | 4   | 7   | 0   | 2   | 11  | 1   | 8   |
| Bob Cousy, Boston           | 28  | 4   | 14  | 2   | 2   | 5   | 7   | 10  |
| Bill Sharman, Boston        | 23  | 5   | 17  | 2   | 2   | 6   | 5   | 12  |
| Dolph Schayes, Syracuse     | 25  | 4   | 6   | 1   | 1   | 10  | 1   | 9   |
| Neil Johnston, Philadelphia | 23  | 8   | 12  | 3   | 3   | 9   | 1   | 19  |
| Nat Clifton, New York       | 23  | 4   | 11  | 0   | 0   | 11  | 3   | 8   |
| Jack George, Philadelphia   | 21  | 3   | 6   | 2   | 2   | 1   | 5   | 8   |
| Carl Braun, New York        | 24  | 4   | 9   | 2   | 2   | 3   | 2   | 10  |
| Totales                     | 240 | 47  | 112 | 15  | 18  | 68  | 25  | 109 |

MIN: Minutos. TCA: Tiros de campo anotados. TCI: Tiros de campo intentados. TLA: Tiros libres anotados. TLI: Tiros libres intentados. REB: Rebotes. AST: Asistencias. PTS: Puntos